# Foum El Anceur
Foum El Anceur (àrab فم العنصر) és una comuna rural de la província de Béni Mellal de la regió de Béni Mellal-Khénifra. Segons el cens de 2014 tenia una població total de 18.412 persones.